# Hazal Şenel
Hazal Şenel (* 18. August 1992 in Şişli) ist eine türkische Schauspielerin.

## Leben und Karriere
Şenel wurde am 18. August 1992 in Şişli geboren. Ihr Debüt gab sie 2006 in der Fernsehserie Selena. Von 2010 bis 2011 war sie in der Serie Türk Malı zu sehen. Zwischen 2011 und 2014 wurde Şenel für die Serie Pis Yedili gecastet. Anschließend spielte sie 2017 in İçimdeki Fırtına mit. Im selben Jahr trat sie in Bahtiyar Ölmez auf. 2019 bekam sie eine Rolle in der Serie Elimi Bırakma. Seit 2022 spielt sie in Gecenin Ucunda mit.

## Filmografie
Filme
- 2008: Osmanlı Cumhuriyet
- 2015: Hannâs: Karanlıkta Saklanan
- 2015: Bizans Oyunları

Serien
- 2006–2009: Selena
- 2010–2011: Türk Malı
- 2011–2014: Pis Yedili
- 2017: İçimdeki Fırtına
- 2017: İki Yalancı
- 2017: Bahtiyar Ölmez
- 2019: Elimi Bırakma
- seit 2022: Gecenin Ucunda